# Dobreć
Dobreć je naselje u Hrvatskoj u sastavu Grada Opatije. Nalazi se u Primorsko-goranskoj županiji.

## Zemljopis
Južno su Liganj i Tuliševica, jugozapadno je Lovranska Draga, jugoistočno je Lovran, istočno-sjeveroistočno je Ika, sjeveroistočno su Oprič i Ičići, sjeverno su Poljane.

## Stanovništvo
| broj stanovnika |       |       | 311   | 339   | 332   | 364   |       |       | 247   | 305   | 293   | 300   | 248   | 321   | 398   | 378   | 375   |
|                 | 1857. | 1869. | 1880. | 1890. | 1900. | 1910. | 1921. | 1931. | 1948. | 1953. | 1961. | 1971. | 1981. | 1991. | 2001. | 2011. | 2021. |